# 運河町
- 日本 > 愛知県 > 名古屋市 > 中川区 > 運河町
- 日本 > 愛知県 > 名古屋市 > 中村区 > 運河町

運河町（うんがちょう）は、愛知県名古屋市中川区と中村区の地名。丁番を持たない単独町名である。住居表示実施済み。

## 地理
名古屋市中川区の北東部と中村区の南東部に位置し、東は名駅南四丁目、西は百船町、南は月島町・運河通、北は平池町に接する。

### 河川
- 中川運河

## 歴史

### 町名の由来
中川運河による。当地は運河の源にあたる。

### 沿革
- 1973年（昭和48年）11月10日 - 中川区運河通・西日置町・南平野町の各一部より中川区運河町が[1]、中村区米野町の一部より中村区運河町が成立[2]。

## 世帯数と人口
2019年（平成31年）4月1日現在の世帯数と人口は以下の通りである。
| 区     | 町丁   | 世帯数 | 人口 |
| ------ | ------ | ------ | ---- |
| 中川区 | 運河町 | 50世帯 | 62人 |

### 人口の変遷
国勢調査による人口の推移
| 1995年（平成7年）  | 100人 | [ 12 ] |  |
| 2000年（平成12年） | 99人  | [ 13 ] |  |
| 2005年（平成17年） | 102人 | [ 14 ] |  |
| 2010年（平成22年） | 105人 | [ 15 ] |  |
| 2015年（平成27年） | 87人  | [ 16 ] |  |

## 学区
市立小・中学校に通う場合、学校等は以下の通りとなる。また、公立高等学校に通う場合の学区は以下の通りとなる。なお、小・中学校は学校選択制度を導入しておらず、番毎で各学校に指定されている。
| 区     | 小学校                                    | 中学校                                    | 高等学校 |
| ------ | ----------------------------------------- | ----------------------------------------- | -------- |
| 中川区 | 名古屋市立広見小学校 名古屋市立愛知小学校 | 名古屋市立山王中学校 名古屋市立長良中学校 | 尾張学区 |

## その他

### 日本郵便
- 集配担当する郵便局は以下の通りである[19]。

| 区     | 町丁   | 郵便番号 | 郵便局     |
| ------ | ------ | -------- | ---------- |
| 中川区 | 運河町 | 454-0001 | 中川郵便局 |
| 中村区 | 運河町 | 453-0873 | 中村郵便局 |